# Буркіна-Фасо
Буркіна́-Фасо́ (фр. Burkina Faso МФА: [bɚˌkiːnəˈfɑːsoʊ]), офіційна назва — Наро́дна Респу́бліка Буркіна́-Фасо́ (фр. République populaire du Burkina Faso) — незалежна держава в Західній Африці. Територія — 273 187 км², населення — 24,074,580  осіб (у 2025 році). Столиця — Уагадугу.

## Походження назви
Назва означає «батьківщина чесних людей» (у перекладі з мови мооре «буркіна» — «чесні люди», у перекладі з мови дьюла «фасо» — «вітчизна»). Інша версія перекладу — «країна гідних людей». Уживається також скорочена назва Буркіна (Burkina), прикметник від назви країни — буркінійський, буркінабський (на фула та французькою — Burkinabè).

## Географія

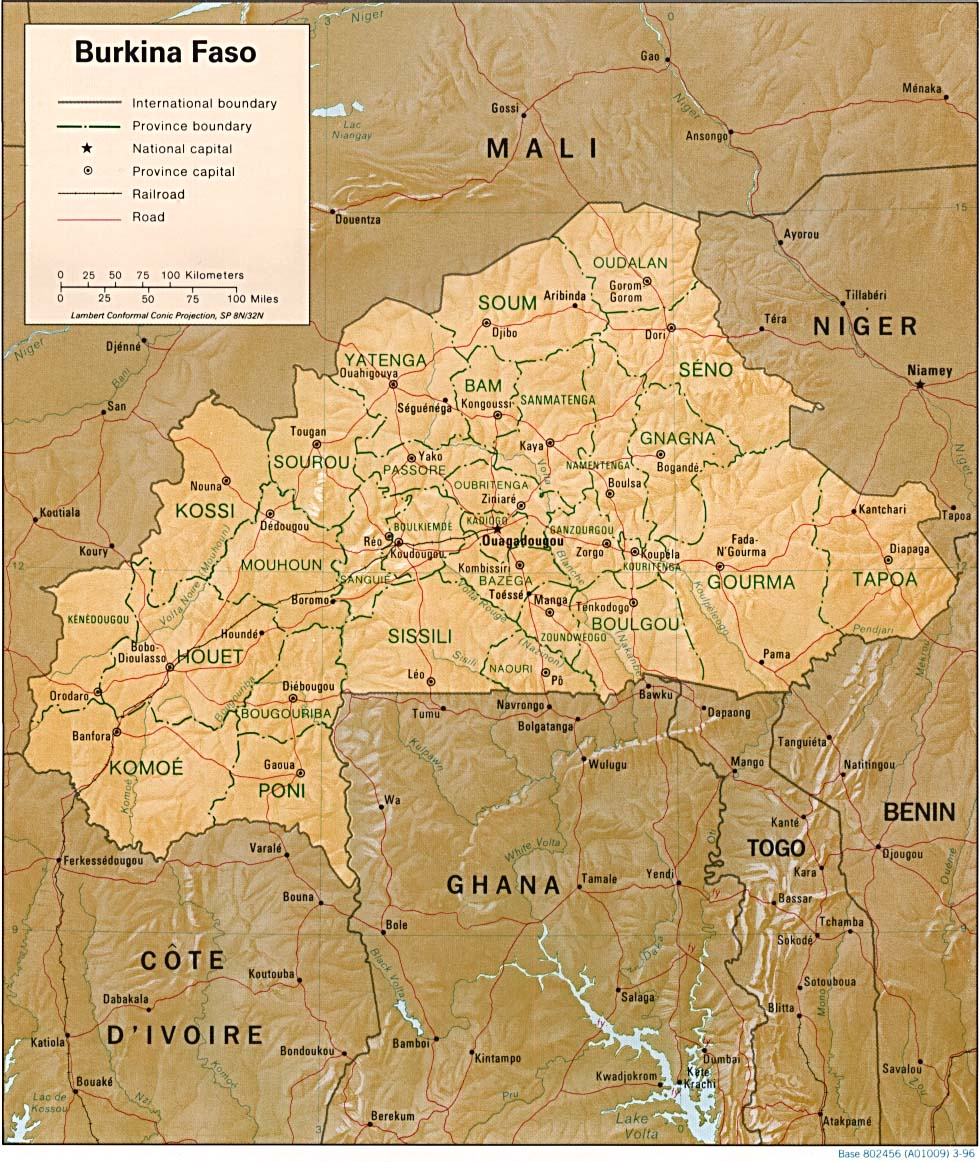
Мапа Буркіна-Фасо

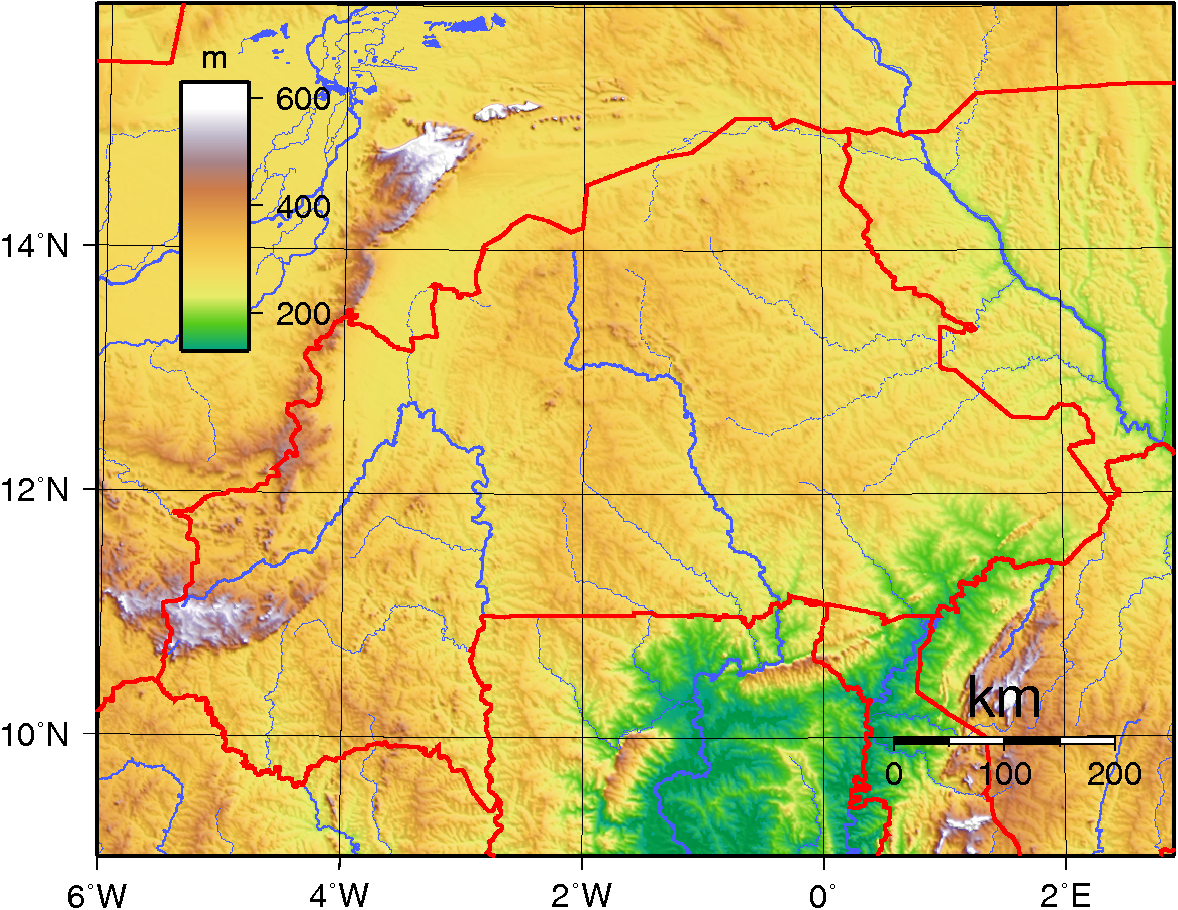
Топографічна мапа Буркіна-Фасо

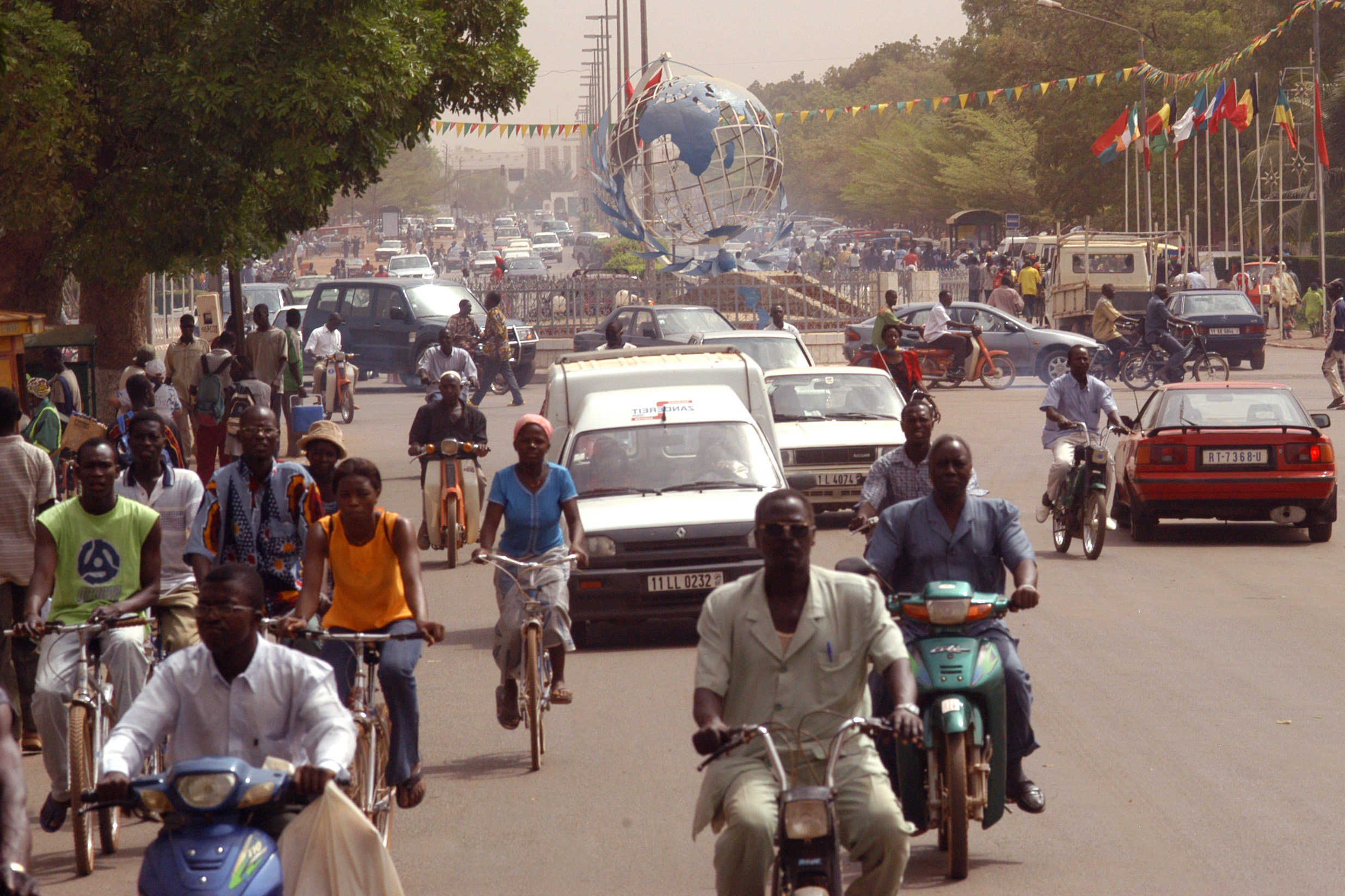
Площа ООН в Уаґадуґу

Держава розташована в Західній Африці. Територія країни простягається із заходу на схід на 845 км, а з півночі на південь — на 645 км. На північному заході межує з Малі (спільний кордон — 1325 км); на північному сході — з Нігером (622 км); на півдні — з Беніном (386 км), Того (131 км), Ганою (602 км), Кот-д'Івуаром (545 км). Країна не має виходу до моря.
Рельєф — хвилясте плато з нечастими низькими горбами заввишки до 500 метрів. Плато замкнено пагорбами на заході й південному сході; витоки річки Вольта; напівпустелі на півночі, ліси й фермерські землі на півдні.
На південному заході — гори до 747 м (гора Тена-Куру). Клімат субекваторіальний, характеризований наявністю трьох основних сезонів: прохолодний сухий сезон триває з листопада до березня, спекотний сухий — з березня до травня, спекотний вологий — решту року. Найбільші річки — Чорна Вольта, Біла Вольта. Багато шкідливих комах, зокрема малярійні комарі, мухи цеце (переносник сонної хвороби), терміти й сарана.

## Історія

### Рання історія
На початку XI століття на територію країни прийшли племена мосі з північного сходу нинішньої Гани. Мосі підпорядкували собі місцеві племена н'єн'єсе, грусі й буса. Плем'я догон відступило на північ. На території сучасного Буркіна-Фасо з XIV століття існували держави Уагадугу, Ятенга, Тенкодого і Фадан-Гурма. З XIV до XVI століття держава Ятенга завоювала частину територій сусідніх Малі та Сонгай.

### Колоніальний період
Наприкінці XIX століття почалася колонізація земель французами. 1895 року була розбита армія держави Ятенга, у 1897 році Фадан-Гурма визнала протекторат Франції. З 1904 до 1919 року Верхня Вольта входила у французьку колонію Верхній Сенегал — Нігер, потім була виділена в окрему колонію. 1934 року була побудована залізниця до Абіджана. 1947 року була відновлена колонія Верхня Вольта. Набирало силу «Африканське демократичне об'єднання» (АДП), на чолі якого спочатку стояв Кулібалі, потім Моріс Ямеого. З 1947 до 1958 рік Французька Верхня Вольта була заморською територією Франції, потім була утворена автономна Республіка Верхня Вольта у складі Французької співдружності. 1958 року Верхня Вольта висловила бажання приєднатися до Федерації Малі (Малі і Сенегал), яку планували тоді створити (існувала в 1959—1960 роках), однак під тиском сусіднього з нею Берега Слонової Кістки вона відмовилася від участі в цій федерації. Президентом республіки в грудні 1959 року став Ямеого. Від початку правління він заборонив усі політичні партії, крім своєї.

### Період незалежності
5 серпня 1960 року Ямеого проголосив незалежність держави Верхня Вольта і став її президентом.
У січні 1966 року почався загальнонаціональний страйк, у результаті якого Ямеого був повалений. Влада перейшла до військових на чолі з підполковником Сангуле Ламізаною. 1970 року була прийнята нова конституція, дозволені політичні партії, Ламізана (що став бригадним генералом) був обраний загальним голосуванням президентом країни. Проте напередодні чергових президентських виборів у 1974 році загострилися розбіжності серед верхівки керівної партії, і в лютому 1974 року Ламізана узурпував владу. 1977 року Ламізана повернув країну до цивільного правління. Але в листопаді 1980 року у Верхній Вольті знову був установлений військовий режим на чолі з полковником Сей Зербо.
У листопаді 1982 року Зербо був зміщений унаслідок чергового військового перевороту, який привів до влади майора Жана Батіста Уедраого. 1983 року новий президент вирішив порвати з «лівими» у своєму уряді, одним із заходів стало видалення з кабінету міністрів прихильника лівих поглядів капітана Томаса Санкари.
У результаті наступного військового перевороту в серпні 1983 року Томас Санкара став главою держави. Він перейменував країну на Буркіна-Фасо й проголосив курс на соціальну революцію, який утілював у життя вельми нестандартними способами. У суспільстві він був дуже популярний, не в останню чергу через те, що підкреслював близькість до народу — наприклад, не користувався у своєму робочому кабінеті кондиціонером, «оскільки народу це недоступно», відмовився санкціонувати розвішування своїх портретів у публічних місцях і офісах з огляду на те, що «у нас у країні таких, як я, сім мільйонів». За свої ліві погляди Санкара був прозваний «Африканським Че Геварою».
1985 року розгорівся прикордонний конфлікт з Малі через розташування на недемаркованій ділянці кордону території, багатої мінеральними ресурсами (Агашерська війна). За рішенням Міжнародного суду ООН, куди звернулися сторони, спірну територію було поділено приблизно навпіл.
За допомогою Франції чинний Президент Республіки, Блез Компаоре, 15 жовтня 1987 року здійснив військовий переворот. Санкару було вбито. 11 червня 1991 року було прийнято нову конституцію. 1997 року було скасовано обмеження на кількість переобрань президента, що дало Компаоре право обіймати цю посаду фактично довічно.
2000 року в конституцію внесли зміни щодо терміну президентства, скоротивши його до 5 років. Зміни діяли лише до 2005 року, адже саме на цей рік були призначені вибори Президента Республіки. Після свого переобрання Блез Компаоре скасував зміни. Завдяки внесенню певних змін у конституцію Блезу Компаоре вдається залишатися на посту Президента аж дотепер. Варто зазначити, що в країні спостерігається сильна політична роздробленість, що дає Блезу Компаоре змогу щоразу бути переобраним. Так, у листопаді 2010 року Компаоре знову було переобрано. У голосування взяли участь усього півтора мільйона жителів, що становить 10 відсотків від загальної чисельності населення.
На тлі масових демонстрацій, спровокованих підготовкою поправок до конституції, відповідно до яких президент Компаоре, що перебуває при владі 27 років, міг знову претендувати на цей пост у наступному році й залишитися при владі ще на 5 років. 30 жовтня 2014 року в країні стався переворот і до влади прийшли військові. У країні було введено комендантську годину, уряд відправлено у відставку, а парламент розпущено. Замість них буде сформовано тимчасовий орган управління країною, який протягом року повинен відновити конституційний порядок.

## Політична система
Буркіна-Фасо за формою правління є напівпрезидентською республікою, глава держави — президент. Згідно з конституцією 1991 року президент може розпустити парламент. Главу держави обирають загальним голосуванням на 7 років (з 1 листопада 2014 року обов'язки тимчасово виконує Мішель Кафандо). Глава уряду — прем'єр-міністр, якого призначає президент (з 1 листопада 2014 — Ісаак Зіда). Державний устрій — унітарна держава.
Політичні свободи в Буркіна-Фасо суворо обмежені. Трапляються випадки насильства над журналістами, представниками міжнародних громадських організацій чи просто активними громадянами, при цьому насильство часто-густо фінансує держава.

### Парламент
Парламент двопалатний. Національна Асамблея (111 депутатів обирають загальним голосуванням на 5-річний термін) і Палата Представників (фр. Chambre des Representants) — 178 місць (членів обирають на 3-річний термін). У Буркіна-Фасо відсутня обов'язкова 50 % явка виборців.
Існує також Конституційна палата, що складається з десяти членів, а також Економічна й Соціальна Ради, які виконують суто консультативну роль.

#### Політичні партії
На парламентських виборах 11 травня 1997 року до парламенту Буркіна-Фасо пройшли такі політичні партії:
- Конгрес за демократію і прогрес — 101 місць (91 %);
- Партія за демократію і прогрес — 6 місць (5 %)[3].

За підсумками виборів у травні 2007 року найбільша партія — Конгрес за демократію і прогрес (73 депутати). У парламенті представлені ще 12 партій (від 14 до 1 депутата).

### Зовнішня політика

#### Українсько-буркінабські відносини
Уряд Буркіна-Фасо офіційно визнав незалежність України 16 січня 1992 року, дипломатичні відносини з Україною встановлено 6 лютого 1992 року. Дипломатичних і консульських представництв в Україні не створено, найближче посольство Буркіна-Фасо, що відає справами щодо України, знаходиться в Берліні (Німеччина). Справами України в Буркіна-Фасо відає українське посольство в Сенегалі.

### Державна символіка
Державний прапор затверджено 4 серпня 1984 року після військового перевороту капітана Томаса Санкари. Прапор складається з двох рівновеликих смуг панафриканських кольорів, верхньої червоної (символізує революцію) та нижньої зеленої (символізує природу країни). Посередині жовта п'ятипроменева зірка (світло соціалістичної революції, або мінеральних багатств).
Державний герб містить щит у кольорах національного прапора, який тримають два білих жеребці. Унизу записано національний девіз — «Єдність, Прогрес, Правосуддя». Герб затверджено в 1997 році, він повторює герб Республіки Верхня Вольта до 1984 року.
Державний гімн, пісня «Тільки одна ніч» (фр. Une Seule Nuit), було офіційно затверджено під час революції 1984 року. Слова й музику написав творець нової країни Томас Санкара.

## Адміністративно-територіальний поділ

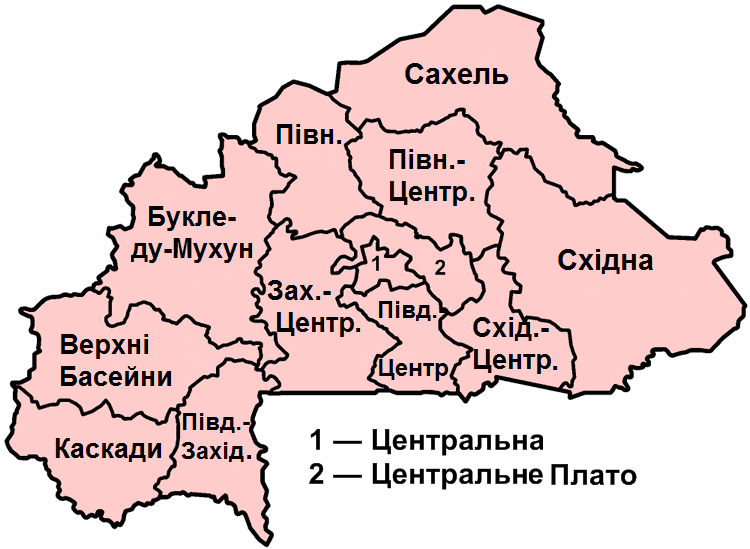
Області Буркіна-Фасо

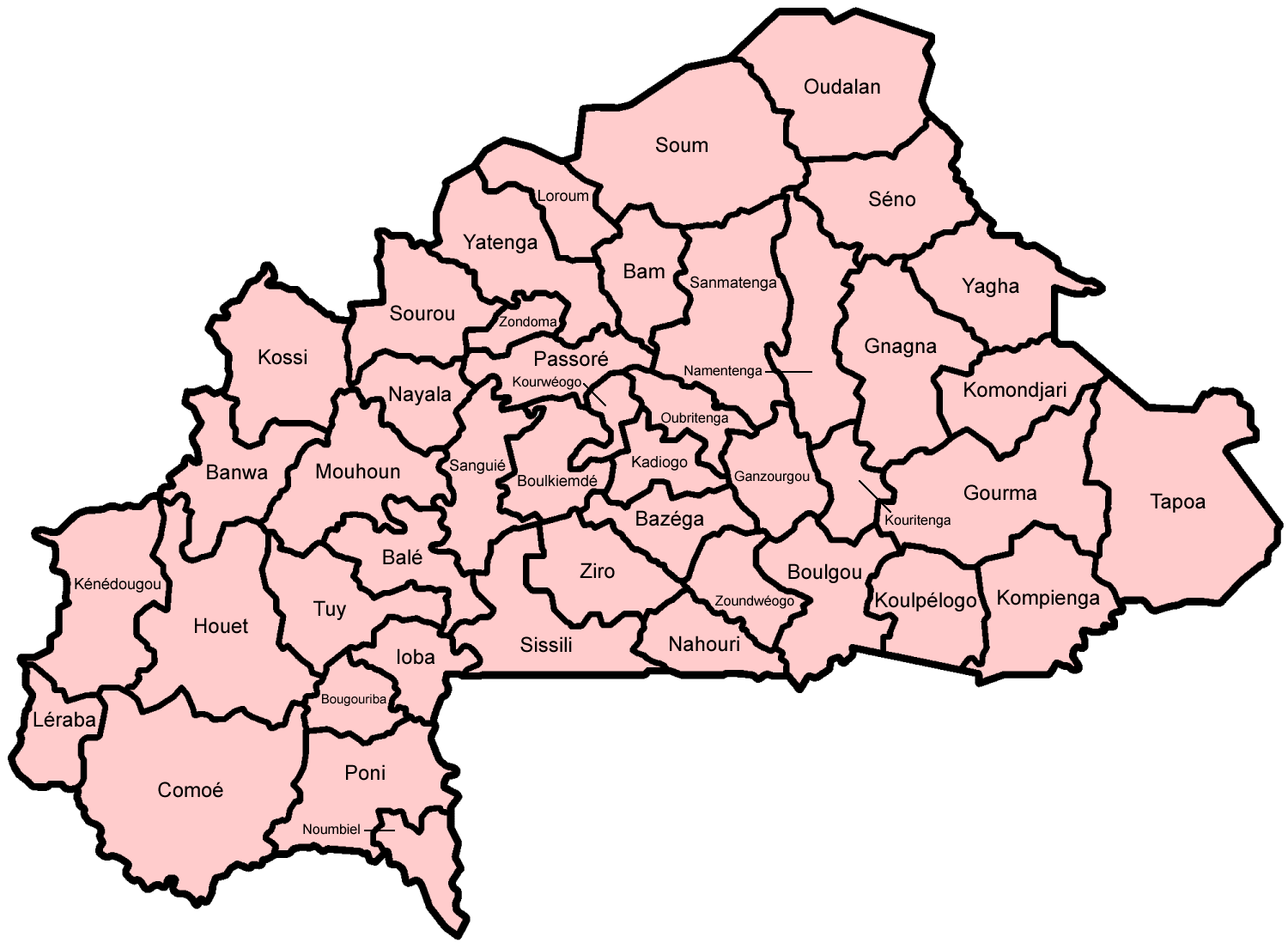
Провінції Буркіна-Фасо

Буркіна-Фасо розділена на 13 областей, 45 провінцій і 301 департамент.
| №  | Область             | Область (Фр.)     | Адміністративний центр | Кіл-ть провінцій | Площа, км² | Населення (2006), чол. | Щільність, чол/км² |
| -- | ------------------- | ----------------- | ---------------------- | ---------------- | ---------- | ---------------------- | ------------------ |
| 1  | Букле-ду-Мухун      | Boucle du Mouhoun | Дедугу                 | 6                | 34 479     | 1 434 847              | 41,62              |
| 2  | Каскади             | Cascades          | Банфора                | 2                | 16 663     | 524 956                | 31,50              |
| 3  | Центральна          | Centre            | Уагадугу               | 1                | 2 805      | 1 523 980              | 543,31             |
| 4  | Східно-Центральна   | Centre-Est        | Тенкодого              | 3                | 14 852     | 1 132 023              | 76,22              |
| 5  | Північно-Центральна | Centre-Nord       | Кая                    | 3                | 19 508     | 1 203 073              | 61,67              |
| 6  | Західно-Центральна  | Centre-Ouest      | Кудугу                 | 4                | 21 853     | 1 183 473              | 54,16              |
| 7  | Південно-Центральна | Centre-Sud        | Манга                  | 3                | 11 313     | 638 379                | 56,43              |
| 8  | Східна              | Est               | Фада-Нґурма            | 5                | 46 256     | 1 209 399              | 26,15              |
| 9  | Верхні Басейни      | Hauts-Bassins     | Бобо-Діуласо           | 3                | 26 606     | 1 410 284              | 53,01              |
| 10 | Північна            | Nord              | Уахігуя                | 4                | 17 601     | 1 182 770              | 67,20              |
| 11 | Центральне Плато    | Plateau-Central   | Зініарі                | 3                | 8 545      | 647 516                | 75,78              |
| 12 | Сахель              | Sahel             | Дорі                   | 4                | 36 130     | 808 928                | 22,39              |
| 13 | Південно-Західна    | Sud-Ouest         | Гава                   | 4                | 16 576     | 623 056                | 37,59              |
|    | Всього              |                   |                        | 45               | 273 187    | 13 522 684             | 49,50              |

## Збройні сили
Чисельність збройних сил у 2000 році становила 10 тис. військовослужбовців. Загальні витрати на армію становили 69 млн доларів США.

## Економіка
Буркіна-Фасо — відстала аграрна держава, що розвивається. Валовий внутрішній продукт (ВВП) у 2006 році становив 17,9 млрд доларів США (116-те місце у світі), що в перерахунку на одну особу становить 1,3 тис. доларів (166-те місце у світі). Промисловість разом з будівництвом становить 20 % від ВВП держави; аграрне виробництво разом з лісовим господарством і рибальством — 33 %; сфера обслуговування — 47 % (станом на 2006 рік). Зайнятість активного населення в економіці країни розподіляється таким чином: 90 % — аграрне, лісове й рибне господарства; 10 % — промисловість, будівництво і сфера обслуговування (станом на 2004 рік). В економіці країни панує французький капітал.
Надходження в державний бюджет Буркіна-Фасо за 2006 рік становили 1,2 млрд доларів США, а витрати — 1,7 млрд; дефіцит становив 41,7 %.

### Валюта
Національна валюта країни — франк КФА.

### Промисловість
Головні галузі промисловості: текстильна, харчова, виготовлення взуття.

### Гірнича промисловість
Основними галузями гірничої промисловості є видобуток золота, ртуті, марганцю, нікелю.

### Енергетика
За 2004 рік було вироблено 400 млн кВт·год електроенергії (експортовано 0 млн кВт·год); загальний обсяг спожитої електроенергії — 372 млн кВт·год (імпортовано 0 млн кВт·год).
2004 року споживання нафти склало 8,2 тис. барелів на добу, природний газ не використовується на потреби господарства.

### Агровиробництво
У сільськогосподарському обробітку перебувають 10 % площі держави. Головні сільськогосподарські культури: бавовна, просо, арахіс, сорго, цукрова тростина, зернові, рис.
Загальна чисельність поголів'я великої рогатої худоби — 4 млн; кіз — 7 млн; овець — 6 млн.

### Транспорт
Шляхи сполучення — автомобільні та залізничні. Головний вид транспорту: автомобільний, частково — залізничний, повітряний. Міжнародні аеропорти містяться в Уаґадуґу і Бобо-Діуласо. Є також 49 невеликих місцевих аеродромів.

### Туризм
1996 року Буркіна-Фасо відвідало 0,14 млн іноземних туристів, що дало прибуток у 22 млн доларів США.

### Зовнішня торгівля

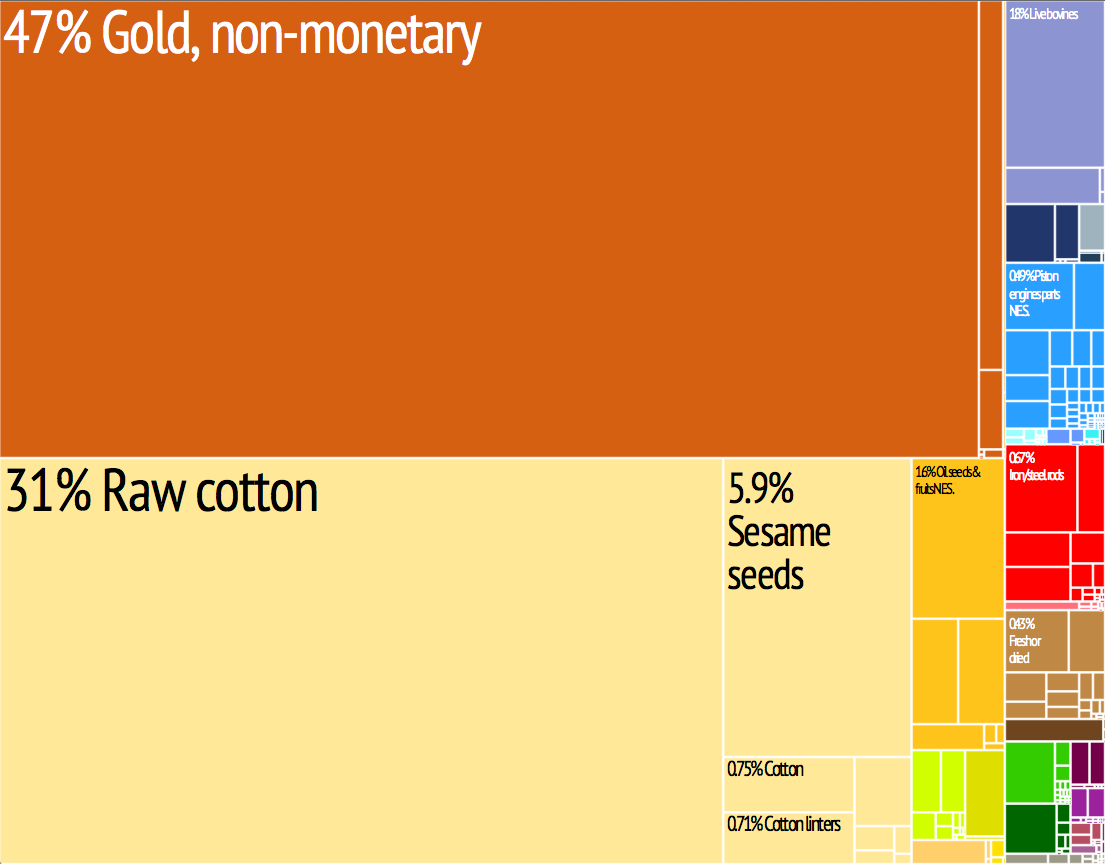
Структура експорту країни в 2009 році

Основні торговельні партнери Буркіна-Фасо: Китай, Гана, Франція, Кот-д'Івуар, Сінгапур, Того.
Держава експортує бавовну, арахіс, золото. Основні покупці: Китай (40 %); Сінгапур (14 %); Гана (5,5 %). 2006 року вартість експорту становила 543,5 млн доларів США.
Держава імпортує продукти харчування, промислові вироби. Основні імпортери: Франція (24 %); Кот-д'Івуар (23 %); Того (7 %). 2006 року вартість імпорту становила 1 млрд доларів США.

## Населення

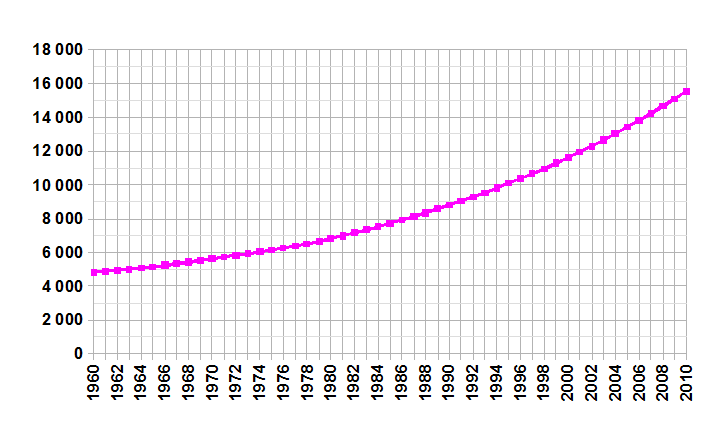
Зміна чисельності населення з 1960 по 2010 (дані Національного інституту статистики і демографії, 2012) в тисячах мешканців

Населення держави у 2006 році становило 13,9 млн осіб. 1950 року — 3,1 млн, у 1970 — 5,4 млн, у 1980 — 6,9 млн осіб. Густота населення: 44,7 осіб/км² (121-те місце у світі). Згідно зі статистичними даними за 2006 рік, народжуваність становила 45,6 ‰ (4-те місце у світі); смертність — 15,6 ‰; природний приріст — 30 ‰ (11-те місце у світі).
Вікова піраміда населення має такий вигляд (станом на 2006 рік):
- діти віком до 14 років — 47 % (3,3 млн чоловіків, 3,2 млн жінок);
- дорослі (15—64 років) — 51 % (3,5 млн чоловіків, 3,5 млн жінок);
- особи похилого віку (65 років і старіші) — 2 % (0,14 млн чоловіків, 0,21 млн жінок).

### Урбанізація
Рівень урбанізованості у 2000 році становив 16 %. Головні міста держави: Уагадугу (465 тис. осіб), Бобо-Діуласо (228 тис. осіб), Кудугу (51 тис. осіб).

### Етнічний склад
Корінне населення Буркіна-Фасо належить до двох основних етнічних груп: гур, яка охоплює найбільший народ країни мосі (48,6 % всього населення), а також сисала, мбуїн, га, бобо (6,8 %), лобі (4,3 %), гурунсі (6 %), гурма (7 %), сенуфо (2,2 %); і манде, до якої належать буса (біса), само (сану) 6,5 %, хауса, сонінке, дьюла, фульбе; на півночі живуть Сонгаї і туареги.

### Мови
Державна мова: французька.

### Релігії
Головні релігії держави: іслам — 50 % населення, анімізм — 40 %, християнство загалом — 10 %.

### Охорона здоров'я
Очікувана середня тривалість життя у 2000 році становила 48,9 років: для чоловіків — 47,3 років, для жінок — 50,4 років. Середній вік населення становить 16,8 років, для чоловіків 16,6 років, для жінок 17 років. Фертильність — 6,2 народжень на жінку (6-те місце у світі). Смертність немовлят до 1 року становила 91,4 ‰ (станом на 2006 рік 13-те місце у світі). Населення забезпечене місцями в стаціонарах лікарень на рівні 1 ліжко-місце на 1360 жителів; лікарями — 1 лікар на 29,9 тис. жителів (станом на 1996 рік). Витрати на охорону здоров'я в 1990 році становили 8,5 % від ВВП країни.
1993 року 67 % населення було забезпечено питною водою.
Зараженість вірусом імунодефіциту (ВІЛ) — 1,6 % (оцінка 2007).

### Освіта
Рівень письменності у 2003 році становив 26,6 %: 36,9 % серед чоловіків, 16,6 % серед жінок.

### Інтернет
2001 року всесвітньою мережею Інтернет у Буркіна-Фасо користувалися 4 тис. осіб.

## Культура

### Кінематограф
Буркіна-Фасо є однією з провідних африканських країн в галузі кінематографії. Раз на два роки в Уаґадуґу проходить найбільший на континенті фестиваль африканських фільмів.

### Свята
- 1 січня — Новий рік
- 3 січня — Річниця повстання 1966 року
- 8 березня — Жіночий день
- 1 травня — День Праці
- 5 серпня — День Незалежності (від Франції, 1960 року)
- 11 грудня — Національний День або День Республіки (річниця утворення автономної Республіки Верхня Вольта в рамках Французької Співдружності, 1958)

### Спорт
На території країни проходить щорічна міжнародна велогонка Тур дю Фасо, що є африканським аналогом Тур де Франс.